# System Activity Report
För operativsystemen Unix och Linux finns verktyget sar  för monitorering av datorer, via kommando-prompt.
Med sar kan man få fram diverse rapporter på datorns prestanda, så som CPU-aktivitet, memory/paging, nätverkslast m.m.
För Linux's distributioner installeras sar med paketet sysstat.